# Ben Falcone
Benjamin Scott Falcone, detto Ben (Carbondale, 25 agosto 1973), è un attore e regista statunitense.

## Biografia
È di origini italiane, inglesi, tedesche e irlandesi.
È sposato dal 2005 con l'attrice Melissa McCarthy dalla quale ha avuto due figlie: Viviane (2007) e Georgette (2010).

## Filmografia parziale

### Attore

#### Cinema
- Il ritorno della scatenata dozzina (Cheaper by the Dozen 2), regia di Adam Shankman (2005)
- Garfield 2 (Garfield: A Tail of Two Kitties), regia di Tim Hill (2006)
- Mi sono perso il Natale (Unaccompanied Minors), regia di Paul Feig (2006)
- Smiley Face, regia di Gregg Araki (2007)
- Le amiche della sposa (Bridesmaids), regia di Paul Feig (2011)
- Che cosa aspettarsi quando si aspetta (What to Expect When You're Expecting), regia di Kirk Jones (2012)
- Io sono tu (Identity Thief), regia di Seth Gordon (2013)
- Bad Words, regia di Jason Bateman (2013)
- Corpi da reato (The Heat), regia di Paul Feig (2013)
- Non dico altro (Enough Said), regia di Nicole Holofcener (2013)
- Tammy, regia di Ben Falcone (2014)
- Spy (Spy), regia di Paul Feig (2015)
- The Boss, regia di Ben Falcone (2016)
- La festa prima delle feste (Office Christmas Party), regia di Will Speck e Josh Gordon (2016)
- CHiPs, regia di Dax Shepard (2017)
- Pupazzi senza gloria (The Happytime Murders), regia di Brian Henson (2018)
- Copia originale (Can You Ever Forgive Me?), regia di Marielle Heller (2018)
- Superintelligence, regia di Ben Falcone (2020)
- Thunder Force, regia di Ben Falcone (2021)
- Thor: Love and Thunder, regia di Taika Waititi (2022) - cameo

#### Televisione
- La vita secondo Jim (According to Jim) – serie TV, episodio 2x15 (2003)
- Una mamma per amica (Gilmore Girls) – serie TV, episodio 3x20 (2003)
- Joey – serie TV, 17 episodi (2004-2006)
- Bones – serie TV, un episodio (2010)
- Nine Perfect Strangers - serie TV, 4 episodi (2021)
- God's Favorite Idiot – serie TV, 8 episodi (2022)

### Regista
- Tammy (2014)
- The Boss (2016)
- Life of the Party (2018)
- Superintelligence (2020)
- Thunder Force (2021)

### Sceneggiatore
- Tammy, regia di Ben Falcone (2014)
- The Boss, regia di Ben Falcone (2016)
- Life of the Party, regia di Ben Falcone (2018)
- Thunder Force, regia di Ben Falcone (2021)
- God's Favorite Idiot – serie TV, 8 episodi (2022)

### Produttore
- Tammy, regia di Ben Falcone (2014)
- The Boss, regia di Ben Falcone (2016)
- Pupazzi senza gloria (The Happytime Murders), regia di Brian Henson (2018)
- Superintelligence, regia di Ben Falcone (2020)
- God's Favorite Idiot – serie TV, 8 episodi (2022)

## Doppiatori italiani
Nelle versioni in italiano delle opere in cui ha recitato, Ben Falcone è stato doppiato da:
- Roberto Gammino in Non dico altro, Copia originale
- Mino Caprio in Joey
- Ivan Andreani in Mi sono perso il Natale
- Davide Lepore in Bones
- Alessandro Quarta in Che cosa aspettarsi quando si aspetta
- Edoardo Nordio in Bad Words
- Andrea Ward in The Boss
- Massimiliano Virgilii in La festa prima delle feste
- Andrea Lavagnino in CHiPs
- Raffaele Palmieri in Superintelligence
- Stefano Miceli in Thunder Force
- Stefano Thermes in Nine Perfect Strangers
- Franco Mannella in God's Favorite Idiot